# 人類史上初!!超ヤリまくり!イキまくり!500人SEX!!
『人類史上初!!超ヤリまくり!イキまくり!500人SEX!!』（じんるいしじょうはつ!!ちょうやりまくり!いきまくり!ごひゃくにんせっくす!!）は、2006年にSODクリエイトから発売された日本のアダルトビデオ作品である。土屋幸嗣監督作品。
「人類史上初」のタイトルのとおり250組の男女計500人が一つの部屋でからみを行っている。主な出演女優には聖瑛麻などがおり、女優は所属するプロダクションを通して出演しているが、男優についてはいわゆるプロ男優は10人ほどしからおらず、残りはスタッフやスカウトによりまかなわれた。
この作品は多人数が出演するものの、ジャンルとしては乱交ものではなく、250組の男女はそれぞれカップリングされた相手以外とのからみは行わない。250人の女優が布団が敷き詰められた巨大なスタジオにはいり、スタッフからの指示を受けて一斉に脱衣を行い全裸になると、ブリーフ姿の男優が登場して、それぞれからみを行う女優のそばに立つ。再びスタッフから指示が入り、男優と女優はキスに始まる前戯（「500人同時キス」、「500人同時の乳揉み＆手マン」）、シックスナイン（「500人同時69（シックスナイン）」）や本番（「500人正常位」）を行う。この作品の大きな特徴の一つととして、一連の流れを250組の男女がシンクロして同じタイミングで行うことが挙げられる。日本国外でも知られており映画『ロード・オブ・ザ・リング』でのCGIを使用したシーンやドキュメンタリー『皇帝ペンギン』を連想したというレビューがされている。
本作は2006年に開催された第1回AV OPENにエントリーしており、4位にランクインした。

## 主な出演女優
- 河中彩乃、神山優希、杉原いずみ、静原あやみ、二岡ゆり、永山亜衣、東なつみ
- 藤森かおり、新井ちなつ、中迫友香、森村綾、久保まりあ、村田紀子、大木和菜、伊東マリナ
- 白瀬あいみ、島田香奈、蛯原愛美、愛川由衣、来栖多香子、綾川舞
- 木原葵、大原めぐ、桜沢まひる、真山ゆかり、吉川ゆい、京橋さくら
- 川野優、逢澤ゆうり、倖田李梨、近藤あき、菅野みさ、近藤美樹
- 遠峰江里子、木暮杏奈、加賀みのり、聖瑛麻、北泉奈々
- 浅倉花音、新川舞美、眞雪ゆん、三好瑠華、川原沙里奈、美波愛、絵川真帆、中野麻美
- 北澤マヤ、風見とも香、宮里あおい
- 七瀬まゆみ、片瀬渚、中居真希、長瀬あずさ、夏野かをり、神谷まり、大川純、橘みいな、原口恭子
- あいる、桜井とも美、白山ゆり、森本みく、かわいかのん、千葉悠梨、宮里さくら、藤本優、大塚舞
- 姫野杏、結城マナ、若葉薫子、姫川麗、月野果歩、田中まこ
- 平山加奈、星野亜美、星野うらら、香田なつき、海老原かおり
- 渡瀬りえ、小池あひる、京本かえで、柏木はる、石堂つかさ、神泉愛羅、愛夢ネム、名取靖子、中森ひなの
- 風間ゆみ、関彩菜、幹野果琳、摩耶、三浦千明
- 鈴木モモコ